# Zanata
Zanata (arab. زناتة; fr. Zenata) – jedna z 53 gmin w prowincji Tilimsan, w Algierii, znajdująca się w środkowej części prowincji, około 16 km na północny zachód od Tilimsan. W 2008 roku gminę zamieszkiwało 3890 osób. Numer statystyczny gminy w Office National des Statistiques d’Algérie to 1316. Na terenie gminy znajduje się Zenata – Messali El Hadj Airport.